# Ana María Alemán
Ana María Alemán Bermúdez (Kobe, 1940) es una escritora y poeta Hondureña, nacida en Japón.

## Biografía
Es nieta de la sufragista y escritora hondureña Graciela Bográn. Su padre era cónsul en Japón cuando nació Ana Maria Aleman. Posteriormente vivió en La Habana, Cuba, Estados Unidos Tegucigalpa y San Pedro Sula.
Es miembro de la Sociedad Cívica y Unionista "La Juventud".

## Publicaciones
- Después de para siempre, 1998.
- Pez de afiladas sombras, 2004.

## Premios y reconocimientos
- Reconocimiento del Banco del País que honra a hondureños ilustres que promueven los valores patrios. 2014[3]